# Uwe Loll

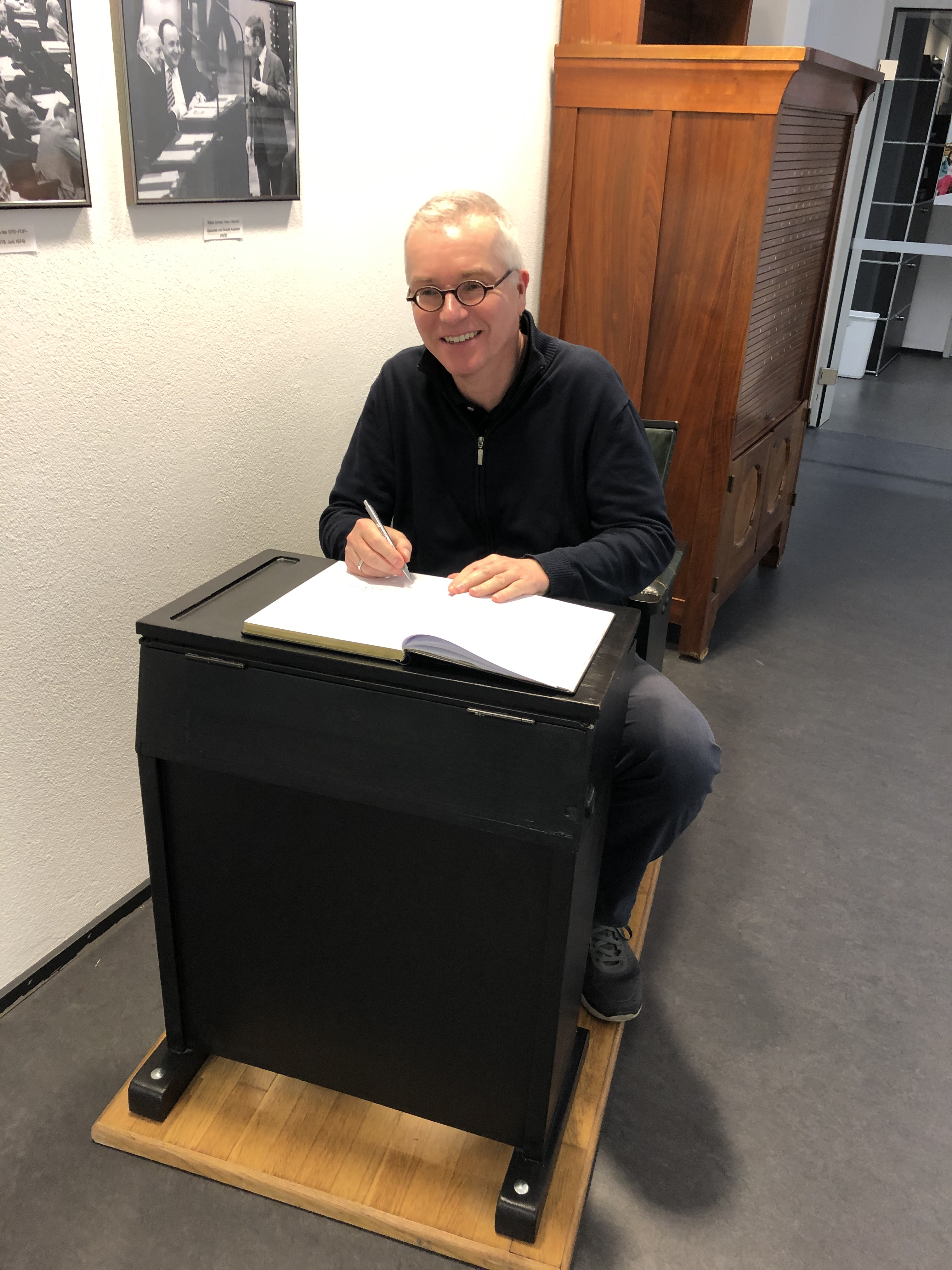
Uwe Loll zu Gast im Archiv des Liberalismus der Friedrich-Naumann-Stiftung für die Freiheit in Gummersbach

Uwe Loll (* 24. Februar 1967 in Kassel) ist ein deutscher Radio-Journalist und Rhetorik-Trainer.

## Leben
Nach dem Abitur in Kassel 1986 studierte Loll Politikwissenschaft in Marburg und Coventry und schloss sein Studium 1993 mit einem Diplom ab. Von 1992 bis 1998 war er in verschiedenen Funktionen als Redakteur, Chef vom Dienst, Studioleiter in Dresden, Chefredakteur, stellvertretender Programmdirektor bei Radio PSR in Leipzig, dem ersten Privatradiosender in Ostdeutschland, tätig. Anschließend arbeitete er bis 2003 bei oldie.fm in Leipzig als Geschäftsführer und Programmdirektor. Nach zwischenzeitlicher Selbstständigkeit war er von 2005 bis 2008 stellvertretender Programmdirektor und Chefredakteur bei Radio Regenbogen in Mannheim, danach Programmdirektor bei Radio Salü und Classic Rock Radio (beide Saarbrücken). Seit 2010 ist er als Kommunikations- und Rede-Trainer selbstständig.
Loll hat etliche Marathonläufe absolviert und die 100 km von Biel zweimal erfolgreich abgeschlossen.

## Veröffentlichungen
- Die 25 besten Rede-Tricks. Was wirklich wirkt, Kindle Book, 2012.
- Moderne Fußball-Sprache oder: »einen Tick mehr Gier und Qualität beim nächsten Schritt«, Engelsdorfer Verlag, Leipzig 2013, ISBN 978-3-95488-041-6.
- Die 100 km von Biel – Ein Selbstversuch, Engelsdorfer Verlag, Leipzig 2013, ISBN 978-3-95488-664-7.
- Die 100 km von Biel 2. Wie ich erneut versuchte, 100 km zu laufen, Kindle Book, 2014.